# Camilla Andersen
Camilla Røseler Andersen, född 5 juli 1973 i Gentofte, är en dansk tidigare handbollsspelare (mittnia). Andersen var en av de största profilerna i Danmarks landslag under 1990-talet. Hon spelade 194 landskamper och gjorde hela 846 mål. Hon är därmed den kvinnliga danska spelare som gjort flest landslagsmål genom tiderna.

## Karriär

### Klubblagsspel
Andersen började sin handbollskarriär i Virum-Sorgenfri HK. När hon var 18 år spelade hon för FIF Håndbold en säsong innan det bar av till norska Nordstrand IF i Oslo. Hon stannade bara ett år där innan det blev tyska Buxtehuder SV i tre år. Det var hennes stora genombrottsår med OS-guld och EM-guld. Ett år i Bækkelagets SK i Oslo gav en norsk mästartitel innan hon återvände till Danmark och FIF, Slagelse FH där hon med "Slagelse Dream Team" tog danskt mästerskapsguld och sedan Champions League.

### Landslagsspel
Hon tog OS-guld 1996 i Atlanta och OS-guld 2000 i Sydney. Hon har både vid EM och VM blivit utsedd till bästa mittnia. Både i klubblaget och landslaget var hon genom hela karriären främste straffskytt och känd for sina offensive kvaliteter. Andersen är också innehavare av rekordet for antal mål i en enskild match i danska ligan, med 22 mål i en bortamatch med Slagelse DT mot Horsens HK den 29 mars 2003.

## Privatliv och efter karriären
Camilla Andersens föräldrar Gert Andersen och Toni Røseler spelade också för det danska handbollslandslaget. Camilla Andersens tvåäggstvillingsyster Charlotte spelade i ungdomslandslaget, innan skador tvingade henne att sluta spela som 19-åring. Brodern Kristian Andersen spelade tolv säsonger i Virum-Sorgenfri HK.
2000 gifte Camilla Andersen sig med den norska handbollsspelaren Mia Hundvin. De skildes tre år senare. I december 2016 gifte hon sig med Charlotte Rust Pedersen.
2012 blev Andersen upptagen i Danska Hall of Fame som 27:e medlem. Hon är handbollsexpert på DR under VM-slutrundorna, för både damer och herrar.

## Klubbar
- Virum-Sorgenfri HK (1985–1991)
- FIF Håndbold (1991–1992)
- Nordstrand IF (1992–1993)
- Buxtehuder SV (1993–1996)
- Bækkelagets SK (1996–1997)
- FIF Håndbold (1997–2001)
- Slagelse DT (2001–2004)[5][6]
- FC Köpenhamn (2004–2005)

## Meriter

### Med landslaget
- Två OS-guld (1996 och 2000) med Danmarks landslag
- VM-guld 1997
- VM-silver 1993
- VM-brons 1995
- Två EM-guld (1994 och 1996)
- EM-silver 1998

### Med klubblag
- Dansk mästare 2003 med Slagelse
- Dansk cupmästare två gånger: 1997 (med FIF) och 2002 (med Slagelse)
- Norsk mästare 1997 med Bækkelaget
- Norsk cupmästare 1996
- Citycupen-mästare 1994 med Buxtehuder
- EHF-cupmästare 2003 med Slagelse
- Champions League-mästare 2004 med Slagelse